# Кип'яча
Кип'яча — річка в Україні, у Хотинському районі Чернівецької області. Права притока Рингача (басейн Чорного моря).

## Опис
Довжина річки приблизно 8,3 км.

## Розташування
Бере початок у селі Грозинці. Тече переважно на південний схід і на північному заході від Санківців впадає у річку Рингач, ліву притоку Прута.
Річку перетинає автошлях Т 2603.